# Stelle Ap e Bp
Le stelle Ap e Bp sono stelle peculiari (da cui la lettera "p") di classe A o B che presentano una sovrabbondanza di alcuni metalli, come lo stronzio, il cromo e l'europio; inoltre spesso si riscontrano sovrabbondanze di praseodimio e neodimio. Queste stelle ruotano su sé stesse con velocità molto più ridotte rispetto alle normali stelle delle loro classi, sebbene ci siano delle eccezioni rappresentate da alcune stelle che ruotano con velocità che raggiungono i 100 km/s.

## Campi magnetici
Le stelle di questo tipo possiedono campi magnetici più intensi delle normali stelle A o B, che raggiungono nel caso di HD 215441 i 33,5 kG (3,35 T). Solitamente il campo magnetico di queste stelle può presentare valori compresi fra pochi kG e decine di kG. Nella maggior parte dei casi il campo può essere modellato come un semplice dipolo magnetico.  Si suppone che nelle stelle di questo tipo l'asse magnetico non sia allineato con l'asse di rotazione della stella. Questo modello del campo magnetico delle stelle Ap e Bp, in cui l'asse magnetico è disassato rispetto a quello di rotazione, è conosciuto come modello rotatorio obliquo. Esso spiega l'apparente variazione del campo magnetico che viene rilevata osservando questi astri: mentre la stella ruota, il campo magnetico esposto all'osservatore dalla Terra avrà valori differenti. Una conferma di questa ipotesi deriva dal fatto che il periodo di variazione del campo magnetico è correlato in modo inverso con la velocità di rotazione.
L'origine di tali campi magnetici costituisce un problema non ancora completamente risolto. Sono due le teorie che sono state proposte per spiegarli. La prima, la cosiddetta ipotesi del campo fossile, sostiene che il campo magnetico è ciò che rimane del campo magnetico inizialmente presente nel mezzo interstellare. C'è infatti sufficiente campo magnetico nel mezzo da generare quello delle stelle Ap e Bp, tanto che la teoria della diffusione ambipolare è stata chiamata in causa al fine di spiegare perché tale campo si presenta ridotto nelle stelle normali. Questa teoria deve supporre che il campo rimanga stabile per lunghi periodi di tempo, ma non è chiaro se ciò sia possibile nei campi che ruotano obliquamente. Un altro problema che la teoria deve risolvere è la spiegazione del perché solo una piccola porzione delle stelle di classe A presenta campi magnetici intensi. L'altra teoria riconduce la presenza di campi magnetici alla presenza di una dinamo all'interno del nucleo in rotazione della stella. Anche questa teoria ha tuttavia delle difficoltà: in primo luogo essa non riesce a spiegare la rotazione obliqua, ma prevede campi magnetici o allineati con l'asse di rotazione o inclinati di 90° rispetto ad esso. Inoltre non è chiaro se, vista la lentezza con cui questo tipo di stelle ruotano su se stesse, la rotazione sia sufficiente a generare un campo magnetico così intenso. Per risolvere questo problema ci si è appellati all'ipotesi che il nucleo ruoti molto più velocemente della superficie, ma non è chiaro se una simile struttura possa generare il campo magnetico osservato.

## Zone con abbondanza di elementi chimici
Le stelle di questo tipo presentano zone in cui alcuni elementi chimici sono molto più abbondanti del normale. Queste zone hanno una relazione con la geometria del campo magnetico. Alcune stelle presentano variazioni nella velocità radiale del periodo di pochi minuti originate da pulsazioni che l'astro subisce. Per studiare queste stelle vengono usati metodi spettroscopici ad alta risoluzione, assieme a tecniche di Doppler imaging al fine di cartografare la superficie della stella.

## Stelle Ap a rapida oscillazione
Un sottoinsieme di queste stelle sono chiamate stelle Ap a rapida oscillazione (roAp): esse esibiscono variazioni fotometriche di pochi millesimi di magnitudine e variazioni nella velocità radiale su periodi brevi. La prima stella di questo tipo a essere scoperta è HD101065 (la stella di Przybylski). Queste stelle sembrano porsi nella sequenza principale al di sotto della striscia di instabilità in corrispondenza delle variabili Delta Scuti. Il periodo di pulsazione delle stelle roAp varia da 5 a 21 minuti. Si pensa che le oscillazioni siano provocate da onde di pressione non radiali. Finora sono state scoperte 35 stelle di questo tipo.